# Coupe d'Europe des vainqueurs de coupe féminine de handball 2014-2015
Navigation
CVC 2013-2014 CVC 2015-2016
La Coupe d'Europe des vainqueurs de coupe de handball féminin 2014-2015 est la 39e édition de la Coupe d'Europe des vainqueurs de coupe féminine, compétition de handball créée en 1976 et organisée par l'EHF.

## Formule
La Coupe des Vainqueurs de Coupe est également appelée C2. Elle regroupe, au 2e tour, 32 équipes. Il est d’usage que les vainqueurs des Coupes Nationales respectives y participent. 
L’arrivée régulière des clubs éliminés de la Ligue des Champions a considérablement relevé le niveau de cette Coupe d’Europe. L’ensemble des rencontres se dispute en matches aller-retour, y compris la finale. 

## Qualifications
Le tirage au sort a eu lieu le juillet 2014 à Vienne, en Autriche.

### Deuxième Tour
Participants
| Équipe          | Titre                        |
| --------------- | ---------------------------- |
| ACME Žalgiris   | Champion de Lituanie         |
| ŽRK Danilovgrad | 2e championnat de Monténégro |

| Équipe              | Titre      |
| ------------------- | ---------- |
| HC BNTU-BELAz Minsk | 4e de Q. 1 |
| Byåsen Trondheim    | 4e de Q. 2 |

| Date Aller      | Club                | Aller   | Total   | Retour  | Club            | Date Retour     |
| --------------- | ------------------- | ------- | ------- | ------- | --------------- | --------------- |
| 19 octobre 2014 | HC BNTU-BELAz Minsk | 32 - 20 | 60 - 43 | 28 - 23 | ACME Žalgiris   | 25 octobre 2014 |
| 24 octobre 2014 | Byåsen Trondheim    | 34 - 16 | 61 - 43 | 27 - 27 | ŽRK Danilovgrad | 25 octobre 2014 |

### Troisième Tour
Participants
| Équipe              | Titre               |
| ------------------- | ------------------- |
| HC BNTU-BELAz Minsk | Vainqueur 2e Tour 1 |
| Byåsen Trondheim    | Vainqueur 2e Tour 2 |

| Équipe              | Titre      |
| ------------------- | ---------- |
| FTC-RailCargo       | 2e de Q. 1 |
| Radnički Kragujevac | 2e de Q. 2 |

| Équipe         | Titre      |
| -------------- | ---------- |
| SV Dalfsen     | 3e de Q. 1 |
| FC Midtjylland | 3e de Q. 2 |

| Équipe     | Équipe                   | Équipe          | Équipe         | Équipe            | Équipe          |
| ---------- | ------------------------ | --------------- | -------------- | ----------------- | --------------- |
| ZRK Umag   | Mecalia Atletico Guardes | Siófok KC       | Tertnes Bergen | U Jolidon Cluj    | LK Zug Handball |
| HC Odense  | Fleury Loiret            | Metalurg Skopje | Vistal Gdynia  | Kuban Krasnodar   | Skuru IK        |
| Randers HK | HSG Blomberg-Lippe       | Nordstrand IF   | H.C.M. Roman   | Zvezda Zvenigorod | ŽORK Jagodina   |

| Date Aller       | Club                | Aller   | Total   | Retour  | Club                     | Date Retour      |
| ---------------- | ------------------- | ------- | ------- | ------- | ------------------------ | ---------------- |
| 15 novembre 2014 | Fleury Loiret       | 39 - 15 | 73 - 35 | 34 - 20 | ZRK Umag                 | 16 novembre 2014 |
| 15 novembre 2014 | LK Zug Handball     | 34 - 35 | 51 - 67 | 17 - 32 | SV Dalfsen               | 16 novembre 2014 |
| 15 novembre 2014 | H.C.M. Roman        | 30 - 30 | 54 - 49 | 24 - 19 | Skuru IK                 | 16 novembre 2014 |
| 15 novembre 2014 | Zvezda Zvenigorod   | 32 - 20 | 56 - 47 | 24 - 27 | Vistal Gdynia            | 16 novembre 2014 |
| 15 novembre 2014 | FTC-RailCargo       | 40 - 23 | 75 - 44 | 35 - 21 | ŽORK Jagodina            | 22 novembre 2014 |
| 16 novembre 2014 | HC BNTU-BELAz Minsk | 29 - 38 | 54 - 67 | 25 - 29 | HSG Blomberg-Lippe       | 22 novembre 2014 |
| 16 novembre 2014 | U Jolidon Cluj      | 29 - 29 | 48 - 53 | 19 - 24 | Radnički Kragujevac      | 23 novembre 2014 |
| 16 novembre 2014 | Nordstrand IF       | 19 - 22 | 45 - 52 | 26 - 30 | Tertnes Bergen           | 23 novembre 2014 |
| 16 novembre 2014 | Randers HK          | 30 - 26 | 58 - 54 | 30 - 26 | HC Odense                | 23 novembre 2014 |
| 21 novembre 2014 | Metalurg Skopje     | 17 - 26 | 31 - 62 | 14 - 36 | Siófok KC                | 23 novembre 2014 |
| 22 novembre 2014 | Byåsen Trondheim    | 30 - 25 | 65 - 56 | 35 - 31 | Mecalia Atletico Guardes | 23 novembre 2014 |
| 22 novembre 2014 | Kuban Krasnodar     | 23 - 34 | 40 - 65 | 17 - 31 | FC Midtjylland           | 23 novembre 2014 |

## Huitièmes de finale
Équipes qualifiées
| Équipe             | Équipe              |
| ------------------ | ------------------- |
| Fleury Loiret      | Radnički Kragujevac |
| SV Dalfsen         | Tertnes Bergen      |
| H.C.M. Roman       | Randers HK          |
| Zvezda Zvenigorod  | Siófok KC           |
| HSG Blomberg-Lippe | Byåsen Trondheim    |
| FTC-RailCargo      | FC Midtjylland      |

| Équipe                  | Titre                |
| ----------------------- | -------------------- |
| Hypo Niederösterreich   | 4e du Groupe A (LdC) |
| ŽRK Podravka Koprivnica | 4e du Groupe B (LdC) |
| ŽRK Lokomotiva Zagreb   | 4e du Groupe C (LdC) |
| MKS Lublin              | 4e du Groupe D (LdC) |

### Tableau des huitièmes de finale
Le tirage au sort a eu lieu le 23 novembre 2014 à Vienne (Autriche) :
| Date Aller      | Club                  | Aller   | Total   | Retour  | Club                    | Date Retour     |
| --------------- | --------------------- | ------- | ------- | ------- | ----------------------- | --------------- |
| 6 février 2015  | Zvezda Zvenigorod     | 24 - 21 | 49 - 49 | 25 - 28 | ŽRK Podravka Koprivnica | 8 février 2015  |
| 7 février 2015  | FTC-RailCargo         | 44 - 27 | 85 - 53 | 41 - 26 | Tertnes Bergen          | 8 février 2015  |
| 7 février 2015  | Siófok KC             | 25 - 20 | 47 - 50 | 22 - 30 | Hypo Niederösterreich   | 14 février 2015 |
| 7 février 2015  | SV Dalfsen            | 27 - 29 | 49 - 57 | 22 - 28 | Fleury Loiret           | 14 février 2015 |
| 7 février 2015  | H.C.M. Roman          | 20 - 24 | 41 - 53 | 21 - 29 | FC Midtjylland          | 15 février 2015 |
| 8 février 2015  | Byåsen Trondheim      | 39 - 24 | 61 - 49 | 22 - 25 | Radnički Kragujevac     | 15 février 2015 |
| 8 février 2015  | Randers HK            | 18 - 27 | 47 - 50 | 29 - 21 | MKS Lublin              | 15 février 2015 |
| 14 février 2015 | ŽRK Lokomotiva Zagreb | 17 - 27 | 37 - 51 | 20 - 24 | HSG Blomberg-Lippe      | 15 février 2015 |

 Zvezda Zvenigorod  vainqueur du match contre  ŽRK Podravka Koprivnica selon la règle du nombre de buts marqués à l'extérieur (25 contre 21)

## Phase finale
| Équipe                | Équipe             |
| --------------------- | ------------------ |
| FTC-RailCargo         | FC Midtjylland     |
| Zvezda Zvenigorod     | Byåsen Trondheim   |
| Hypo Niederösterreich | MKS Lublin         |
| Fleury Loiret         | HSG Blomberg-Lippe |

|  | Quarts de finale      | Quarts de finale      | Quarts de finale | Quarts de finale |                       |                       | Demi-finales | Demi-finales | Demi-finales | Demi-finales |  |  | Finale | Finale | Finale | Finale |
|  |                       |                       |                  |                  |                       |                       |              |              |              |              |  |  |        |        |        |        |
|  |                       |                       |                  |                  |                       |                       |              |              |              |              |  |  |        |        |        |        |
|  |                       |                       |                  |                  |                       |                       |              |              |              |              |  |  |        |        |        |        |
|  | Byåsen Trondheim      | Byåsen Trondheim      | 23               | 20               |                       |                       |              |              |              |              |  |  |        |        |        |        |
|  | Byåsen Trondheim      | Byåsen Trondheim      | 23               | 20               |                       |                       |              |              |              |              |  |  |        |        |        |        |
|  | Hypo Niederösterreich | Hypo Niederösterreich | 24               | 28               |                       |                       |              |              |              |              |  |  |        |        |        |        |
|  | Hypo Niederösterreich | Hypo Niederösterreich | 24               | 28               | Hypo Niederösterreich | Hypo Niederösterreich | 20           | 22           |              |              |  |  |        |        |        |        |
|  |                       |                       |                  |                  | Hypo Niederösterreich | Hypo Niederösterreich | 20           | 22           |              |              |  |  |        |        |        |        |
|  |                       |                       | Fleury Loiret    | Fleury Loiret    | 32                    | 32                    |              |              |              |              |  |  |        |        |        |        |
|  | Zvezda Zvenigorod     | Zvezda Zvenigorod     | Fleury Loiret    | Fleury Loiret    | 32                    | 32                    | 19           | 25           |              |              |  |  |        |        |        |        |
|  | Zvezda Zvenigorod     | Zvezda Zvenigorod     |                  |                  |                       |                       |              | 25           |              |              |  |  |        |        |        |        |
|  | Fleury Loiret         | Fleury Loiret         | 28               | 25               |                       |                       |              |              |              |              |  |  |        |        |        |        |
|  | Fleury Loiret         | Fleury Loiret         | 28               | 25               | Fleury Loiret         | Fleury Loiret         | 23           | 19           |              |              |  |  |        |        |        |        |
|  |                       |                       |                  |                  | Fleury Loiret         | Fleury Loiret         | 23           | 19           |              |              |  |  |        |        |        |        |
|  |                       |                       | FC Midtjylland   | FC Midtjylland   | 22                    | 24                    |              |              |              |              |  |  |        |        |        |        |
|  | FTC-RailCargo         | FTC-RailCargo         | FC Midtjylland   | FC Midtjylland   | 22                    | 24                    | 34           | 33           |              |              |  |  |        |        |        |        |
|  | FTC-RailCargo         | FTC-RailCargo         |                  |                  |                       |                       |              |              |              |              |  |  |        |        |        |        |
|  | HSG Blomberg-Lippe    | HSG Blomberg-Lippe    | 25               | 33               |                       |                       |              |              |              |              |  |  |        |        |        |        |
|  | HSG Blomberg-Lippe    | HSG Blomberg-Lippe    | 25               | 33               | FTC-RailCargo         | FTC-RailCargo         | 23           | 29           |              |              |  |  |        |        |        |        |
|  |                       |                       |                  |                  | FTC-RailCargo         | FTC-RailCargo         | 23           | 29           |              |              |  |  |        |        |        |        |
|  |                       |                       | FC Midtjylland   | FC Midtjylland   | 30                    | 31                    |              |              |              |              |  |  |        |        |        |        |
|  | MKS Lublin            | MKS Lublin            | FC Midtjylland   | FC Midtjylland   | 30                    | 31                    | 25           | 18           |              |              |  |  |        |        |        |        |
|  | MKS Lublin            | MKS Lublin            |                  |                  |                       |                       |              | 18           |              |              |  |  |        |        |        |        |
|  | FC Midtjylland        | FC Midtjylland        | 35               | 30               |                       |                       |              |              |              |              |  |  |        |        |        |        |
|  | FC Midtjylland        | FC Midtjylland        | 35               | 30               |                       |                       |              |              |              |              |  |  |        |        |        |        |
|  |                       |                       |                  |                  |                       |                       |              |              |              |              |  |  |        |        |        |        |

### Quarts de finale
| Date Aller   | Club              | Aller   | Total   | Retour  | Club                  | Date Retour  |
| ------------ | ----------------- | ------- | ------- | ------- | --------------------- | ------------ |
| 7 mars 2015  | FTC-RailCargo     | 34 - 25 | 67 - 58 | 33-33   | HSG Blomberg-Lippe    | 15 mars 2015 |
| 7 mars 2015  | MKS Lublin        | 25 - 35 | 43 - 65 | 18 -30  | FC Midtjylland        | 15 mars 2015 |
| 7 mars 2015  | Byåsen Trondheim  | 23 - 24 | 43 - 52 | 20 -28  | Hypo Niederösterreich | 14 mars 2015 |
| 13 mars 2015 | Zvezda Zvenigorod | 19 - 28 | 44 - 53 | 25 - 25 | Fleury Loiret         | 15 mars 2015 |

### Demi-finales
| Date Aller   | Club                  | Aller   | Total   | Retour  | Club           | Date Retour   |
| ------------ | --------------------- | ------- | ------- | ------- | -------------- | ------------- |
| 4 avril 2015 | Hypo Niederösterreich | 20 - 32 | 42 - 64 | 22 - 32 | Fleury Loiret  | 12 avril 2015 |
| 5 avril 2015 | FTC-RailCargo         | 23 - 30 | 52 - 61 | 29 - 31 | FC Midtjylland | 11 avril 2015 |

### Finale
| Date Aller | Club          | Aller   | Total   | Retour  | Club           | Date Retour |
| ---------- | ------------- | ------- | ------- | ------- | -------------- | ----------- |
| 3 mai 2015 | Fleury Loiret | 23 - 22 | 42 - 46 | 19 - 24 | FC Midtjylland | 10 mai 2015 |

#### Match aller
| 3 mai 2015 18 h 00 CET | Fleury Loiret                       | 23 - 22 | FC Midtjylland | Palais des Sports Aubrais, Orléans Affluence : 2 800 Arbitrage : Jiri Opava, Pavel Valek |
| 3 mai 2015 18 h 00 CET | Alexandrina Barbosa, Laura Kamdop 6 | (11-11) | Nycke Groot 8  | Palais des Sports Aubrais, Orléans Affluence : 2 800 Arbitrage : Jiri Opava, Pavel Valek |
| 3 mai 2015 18 h 00 CET | ×3 ×4 ×1 (3 × 2 min)                | Rapport | ×2 ×1          | Palais des Sports Aubrais, Orléans Affluence : 2 800 Arbitrage : Jiri Opava, Pavel Valek |

#### Match retour
| 10 mai 2015 15 h 10 CET | FC Midtjylland    | 24 - 19 | Fleury Loiret         | Ikast-Brande Arena, Ikast-Brande Affluence : 2 050 Arbitrage : Peter Bol, Ed van Eck |
| 10 mai 2015 15 h 10 CET | Sabina Jacobsen 6 | (13-9)  | Alexandrina Barbosa 6 | Ikast-Brande Arena, Ikast-Brande Affluence : 2 050 Arbitrage : Peter Bol, Ed van Eck |
| 10 mai 2015 15 h 10 CET | ×2                | Rapport | ×1                    | Ikast-Brande Arena, Ikast-Brande Affluence : 2 050 Arbitrage : Peter Bol, Ed van Eck |

## Les championnes d'Europe
| Vainqueur de Coupe d'Europe des vainqueurs de coupe de handball 2014-2015 FC Midtjylland 2e titre |

## Statistiques

### Buteuses
| Rang | Nom                 | Équipe                   | Buts |
| ---- | ------------------- | ------------------------ | ---- |
| 1    | Alexandrina Barbosa | Fleury Loiret            | 64   |
| 2    | Zita Szucsánszki    | Ferencvárosi TC Budapest | 52   |
| 3    | Line Jørgensen      | FC Midtjylland           | 50   |